# Lingua sistemfrater
La lingua sistemfrater (o frater) è una lingua ausiliaria internazionale a posteriori, creata dal linguista vietnamita Phạm Xuân Thái.

## Storia
Fu presentata nel libro Frater (lingua sistemfrater). The simplest international language ever constructed, pubblicato nel 1957.
Sebbene il suo lessico sia in gran parte costituito da radici greche e latine già conosciute internazionalmente, la lingua sistemfrater ha una grammatica e una sintassi non propriamente europee, ma piuttosto ispirate a lingue asiatiche isolanti.
I suoi principi sono analoghi a quelli della lingua Interglossa pubblicata nel 1943 dal biologo inglese Lancelot Hogben. Non c'è modo di sapere se l'autore vietnamita fosse a conoscenza del progetto di Hogben.
Nel 1997 l'inglese Paul O. Bartlett ha pubblicato un progetto di riforma del Sistemfrater dal titolo Frater2.

## Grammatica

### Fonologia
- Le vocali sono cinque : a e i o u.
- Tredici le consonanti: b, d, f, g, j, k, l, m, n, p, r, s, t.
- La j è pronunciata [z], le altre lettere hanno lo stesso valore che avrebbero nell'Alfabeto fonetico internazionale.
- L'accento tonico cade sempre sull'ultima sillaba.

### Morfologia e sintassi
- Non esiste articolo.
- Le radici lessicali possono servire indifferentemente come sostantivo, aggettivo, verbo, avverbio. L'aggettivo è posto dopo il sostantivo, con l'eccezione dei numeri cardinali.
- È frequente l'uso di parole composte, dove l'elemento più importante viene per primo.
- Il verbo è invariabile per numero e persona. Pas denota il passato, futur il futuro, probable il condizionale, intem il gerundio.
- Il passivo si forma aggiungendo il verbo ausiliare es all'infinito.
- Tutti i vocaboli sono invariabili.

## Esempi
- Biblo abe plas epi mensa "Il libro è sul tavolo".
- Dom mi juge maga plus ot ni "La mia casa è più grande della tua".
- Si nis desir obten asista ot Dio, eteks lebanauto "Se volete ottenere assistenza da Dio, mettete da parte l'orgoglio".

## Estratto
Articolo 1 della Dichiarazione universale dei diritti dell'uomo:
Tote le esseres human nasce libere e equal in dignitate e derectos. Illes es dotate de ration e de conscientia e debe ager le unes verso le alteres in spirito de fraternitate.

## Padre Nostro
Pater mis in sel,
nam ni es santa,
nasionroi ni aribe,
desir ni es fakto,
sur geo omo in sel.
Don mis jurdis pani jur mis.
Perdon erormulti mis,
omo mis perdon filone mis.
Ne direk mis a proba,
e libere mis ot benne.
Amen.